# Étang solaire

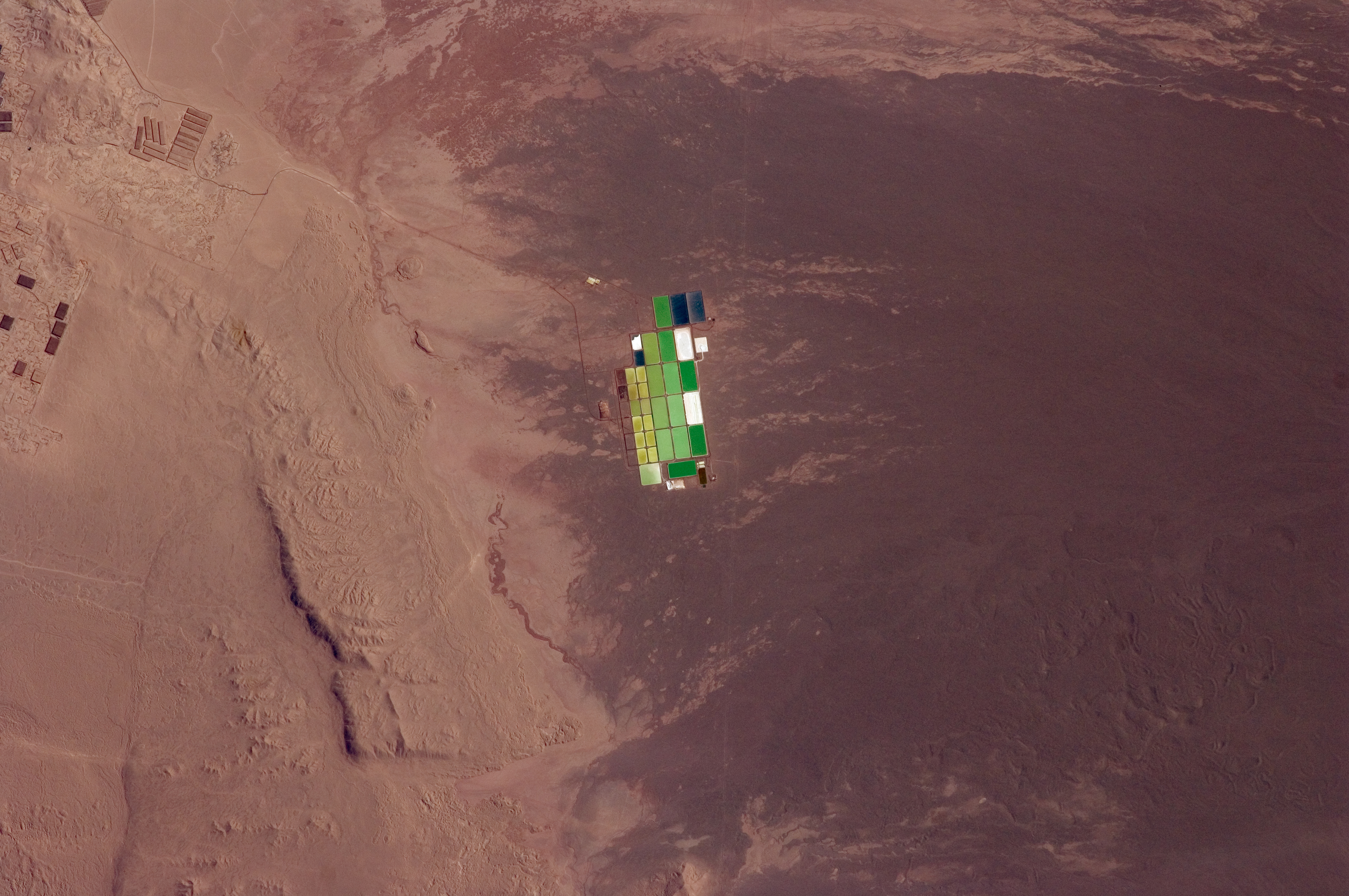
Étangs solaires dans le désert d'Atacama au Chili

Un étang solaire est un dispositif de stockage d'énergie thermique fondé sur un phénomène de stratification d'eau contenant une quantité variable de sel. Le fond sombre de l'étang absorbe l'énergie du Soleil et chauffe l'eau fortement chargée en sel. Celle-ci, plus lourde que l'eau moins chargée, reste au fond ; il n'y a pas de mouvement de convection, elle reste isolée de la surface (où elle aurait tendance à s'évaporer) par l'eau de surface, moins chargée en sel. L'eau du fond peut dépasser 80 °C tandis que l'eau de surface reste à 30 °C.
Israël développa une centrale de 5 MW basée sur un étang solaire de 21 ha à Bet Ha-Arava entre la fin des années 1950 et le milieu des années 1980. Dans les années 1980, l'université du Texas à El Paso expérimenta également un tel dispositif.